# Sagittaria platyphylla
Sagittaria platyphylla là một loài thực vật có hoa trong họ Alismataceae. Loài này được (Engelm.) J.G.Sm. miêu tả khoa học đầu tiên năm 1894.